# Daniel Crohem
Daniel Crohem est un acteur français né le 11 décembre 1922 à Heuringhem (Pas-de-Calais) et mort dans le 13e arrondissement de Paris le 23 juillet 2016,.

## Filmographie
- 1957 : Les Fanatiques d'Alex Joffé
- 1957 : Vive les vacances de Jean-Marc Thibault : Le capitaine
- 1958 : Asphalte d'Hervé Bromberger
- 1958 : Paris nous appartient de Jacques Rivette : Philippe Kaufman
- 1958 : Le Petit Prof de Carlo Rim
- 1959 : Le Signe du Lion d'Éric Rohmer
- 1960 : Le Sahara brûle de Michel Gast
- 1960 : Fanny de Joshua Logan
- 1962 : Ballade pour un voyou de Claude-Jean Bonnardot
- 1962 : Le Doulos de Jean-Pierre Melville : l'inspecteur Salignari
- 1962 : Les Quatre Cavaliers de l'Apocalypse de Vincente Minnelli
- 1965 : Du rififi à Paname de Denys de La Patellière : Herman de Munich
- 1966 : Le Saint prend l'affût de Christian-Jaque
- 1966 : La Fantastique Histoire vraie d'Eddie Chapman de Terence Young
- 1966 : Les malabars sont au parfum de Guy Lefranc
- 1968 : Le Cerveau de Gérard Oury
- 1968 : La Grande Lessive (!) de Jean-Pierre Mocky : L'homme au chien
- 1971 : Tang d'André Michel (série télévisée) : Le majordome (ép. 5, 6, 10)
- 1972 : Galaxie de Maté Rabinovsky : Le directeur de l'institut
- 1974 : Zig-Zig de László Szabó
- 1975 : Pique-nique en campagne de Georges Sénéchal (court métrage) : Un brancardier
- 1975 : Les Brigades du Tigre, épisode Les Compagnons de l'Apocalypse de Victor Vicas